# Premier Division (1995/1996)
Premier Division (1995/1996) – był to 99. sezon szkockiej pierwszej klasy rozgrywkowej w piłce nożnej. Sezon rozpoczął się 26 sierpnia 1995, a zakończył się 4 maja 1996. Brało w niej udział 10 zespołów, które grały ze sobą systemem „każdy z każdym”. Tytuł mistrzowski obroniło Rangers, dla którego był to 46. tytuł mistrzowski w historii klubu. Tytuł króla strzelców zdobył Pierre van Hooijdonk, który strzelił 26 bramek.

## Zasady rozgrywek
W rozgrywkach brało udział 10 drużyn, walczących o tytuł mistrza Szkocji w piłce nożnej. Każda z drużyn rozegrała po 4 mecze ze wszystkimi przeciwnikami (razem 36 spotkań).

## Drużyny
| Uczestnicy poprzedniej edycji                                                                                 | Uczestnicy poprzedniej edycji | Uczestnicy poprzedniej edycji | Uczestnicy poprzedniej edycji |
| --- | ----------------------------- | ----------------------------- | ----------------------------- |
| RAN | Rangers                       | 1                             |                               |
| MTH | Motherwell                    | 2                             |                               |
| HIB | Hibernian                     | 3                             |                               |
| CEL | Celtic                        | 4                             |                               |
| FLK | Falkirk                       | 5                             |                               |
| HRT | Heart of Midlothian           | 6                             |                               |
| KIL | Kilmarnock                    | 7                             |                               |
| PAR | Partick Thistle               | 8                             |                               |
| ABR | Aberdeen                      | 9                             |                               |
| Awans z Scottish First Division 1994/1995                                                                     |                               |                               |                               |
| RAI | Raith Rovers                  | 1                             |                               |
| Oznaczenia: - kolumna pierwsza – skróty nazw drużyn, - kolumna trzecia – miejsce zajęte w poprzednim sezonie. |                               |                               |                               |

## Stadiony
| Miasto     | Stadion             | Klub                | Pojemność |
| ---------- | ------------------- | ------------------- | --------- |
| Aberdeen   | Pittodrie Stadium   | Aberdeen            | 20 866    |
| Edynburg   | Tynecastle Stadium  | Heart of Midlothian | 20 099    |
| Edynburg   | Easter Road Stadium | Hibernian           | 17 536    |
| Falkirk    | Brockville Park     | Falkirk             | 8 000     |
| Glasgow    | Celtic Park         | Celtic              | 80 000    |
| Glasgow    | Firhill Stadium     | Partick Thistle     | 10 102    |
| Glasgow    | Ibrox Stadium       | Rangers             | 80 000    |
| Kilmarnock | Rugby Park          | Kilmarnock          | 17 889    |
| Kirkcaldy  | Stark's Park        | Raith Rovers        | 9 000     |
| Motherwell | Fir Park            | Motherwell          | 13 742    |

## Tabela końcowa
| Lp. | Drużyna                | M  | Z  | R  | P  | Bramki | Bramki | Różn. | Pkt | Uwagi                          |
| --- | ---------------------- | -- | -- | -- | -- | ------ | ------ | ----- | --- | ------------------------------ |
| 1   | Rangers (M, P)         | 36 | 27 | 6  | 3  | 85     | 25     | +60   | 87  | Liga Mistrzów UEFA • 1Q        |
| 2   | Celtic                 | 36 | 24 | 11 | 1  | 74     | 25     | +49   | 83  | Puchar UEFA • Q                |
| 3   | Aberdeen               | 36 | 16 | 7  | 13 | 52     | 45     | +7    | 55  | Puchar UEFA • Q                |
| 4   | Heart of Midlothian    | 36 | 16 | 7  | 13 | 55     | 53     | +2    | 55  | Puchar Zdobywców Pucharów • 1Q |
| 5   | Hibernian              | 36 | 11 | 10 | 15 | 43     | 57     | −14   | 43  |                                |
| 6   | Raith Rovers           | 36 | 12 | 7  | 17 | 41     | 57     | −16   | 43  |                                |
| 7   | Kilmarnock             | 36 | 11 | 8  | 17 | 39     | 54     | −15   | 41  |                                |
| 8   | Motherwell             | 36 | 9  | 12 | 15 | 28     | 39     | −11   | 39  |                                |
| 9   | Partick Thistle (B, S) | 36 | 8  | 6  | 22 | 29     | 62     | −33   | 30  | Baraże o utrzymanie            |
| 10  | Falkirk (S)            | 36 | 6  | 6  | 24 | 31     | 60     | −29   | 24  | Spadek do First Division       |

## Wyniki spotkań

### Mecze 1–18
| Gospodarz \ Gość    | ABR | CEL | FLK | HRT | HIB | KIL | MTH | PAR | RAI | RAN |
| Aberdeen            |     | 2:3 | 3:1 | 1:2 | 1:2 | 4:1 | 1:0 | 3:0 | 3:0 | 0:1 |
| Celtic              | 2:0 |     | 1:0 | 3:1 | 2:2 | 4:2 | 1:1 | 2:1 | 0:0 | 0:2 |
| Falkirk             | 2:3 | 0:1 |     | 2:0 | 2:0 | 0:2 | 0:0 | 0:1 | 2:1 | 0:2 |
| Heart of Midlothian | 1:2 | 0:4 | 4:1 |     | 2:1 | 2:1 | 1:1 | 3:0 | 4:2 | 0:2 |
| Hibernian           | 1:1 | 0:4 | 2:1 | 2:2 |     | 2:0 | 4:2 | 3:0 | 1:2 | 1:4 |
| Kilmarnock          | 1:2 | 0:0 | 4:0 | 3:1 | 0:3 |     | 1:1 | 2:1 | 5:1 | 0:2 |
| Motherwell          | 2:1 | 0:2 | 1:1 | 0:0 | 0:2 | 3:0 |     | 1:1 | 0:2 | 0:0 |
| Partick Thistle     | 1:0 | 1:2 | 1:1 | 2:0 | 1:1 | 1:1 | 1:0 |     | 0:2 | 0:4 |
| Raith Rovers        | 1:0 | 0:1 | 0:1 | 1:1 | 3:0 | 2:0 | 0:0 | 3:1 |     | 2:2 |
| Rangers             | 1:1 | 3:3 | 2:0 | 4:1 | 0:1 | 1:0 | 2:1 | 1:0 | 4:0 |     |

Źródło: SPFL.co.uk
Objaśnienia:
1Drużyna gospodarzy jest wymieniona po lewej stronie tabeli.
Kolory: zielony – zwycięstwo gospodarzy, żółty – remis, różowy – zwycięstwo gości.

### Mecze 19–36
| Gospodarz \ Gość    | ABR | CEL | FLK | HRT | HIB | KIL | MTH | PAR | RAI | RAN |
| Aberdeen            |     | 1:2 | 2:1 | 1:1 | 2:1 | 3:0 | 2:1 | 1:0 | 1:0 | 0:1 |
| Celtic              | 5:0 |     | 4:0 | 4:0 | 2:1 | 1:1 | 1:0 | 4:0 | 4:1 | 0:0 |
| Falkirk             | 1:1 | 0:0 |     | 0:2 | 1:1 | 4:2 | 0:1 | 1:2 | 2:3 | 0:4 |
| Heart of Midlothian | 1:3 | 1:2 | 2:1 |     | 1:1 | 1:0 | 4:0 | 2:5 | 2:0 | 2:0 |
| Hibernian           | 1:2 | 1:2 | 2:1 | 2:1 |     | 1:1 | 0:0 | 1:0 | 1:1 | 0:2 |
| Kilmarnock          | 1:1 | 0:0 | 1:0 | 0:2 | 3:2 |     | 0:1 | 2:1 | 2:0 | 0:3 |
| Motherwell          | 1:0 | 0:0 | 1:0 | 1:1 | 3:0 | 0:1 |     | 0:2 | 1:0 | 1:3 |
| Partick Thistle     | 1:1 | 2:4 | 0:3 | 0:1 | 0:0 | 0:1 | 0:2 |     | 0:3 | 1:2 |
| Raith Rovers        | 2:2 | 1:3 | 1:0 | 1:3 | 1:0 | 1:1 | 2:0 | 0:2 |     | 2:4 |
| Rangers             | 3:1 | 1:1 | 3:2 | 0:3 | 7:0 | 3:0 | 3:2 | 5:0 | 4:0 |     |

Źródło: SPFL.co.uk
Objaśnienia:
1Drużyna gospodarzy jest wymieniona po lewej stronie tabeli.
Kolory: zielony – zwycięstwo gospodarzy, żółty – remis, różowy – zwycięstwo gości.

## Baraże
Partick Thistle, 9. drużyna Premier Division oraz Dundee United, 2. zespół Scottish First Division, spotkały się w dwumeczu o miejsce w kolejnym sezonie Premier Division. Dundee United zwyciężyło w dwumeczu 3:2, dzięki czemu awansowało do szkockiej ekstraklasie. Partick Thistle zanotowało spadek do Scottish First Division.
| 12 maja 1996 | Partick Thistle | 1–1 | Dundee United | Firhill Stadium, Glasgow |
|              |                 |     |               |                          |

| 16 maja 1996 | Dundee United | 2–1 | Partick Thistle | Tannadice Park, Dundee |
|              |               |     |                 |                        |

## Tabela strzelców
| Zawodnik             | Bramki | Drużyna             |
| -------------------- | ------ | ------------------- |
| Pierre van Hooijdonk | 26     | Celtic F.C.         |
| Gordon Durie         | 17     | Rangers             |
| Ally McCoist         | 16     | Rangers             |
| Paul Gascoigne       | 14     | Rangers             |
| Paul Wright          | 13     | Kilmarnock          |
| John Collins         | 11     | Celtic              |
| John Robertson       | 11     | Heart of Midlothian |
| Darren Jackson       | 10     | Hibernian           |
| Colin Cameron        | 10     | Raith Rovers        |
| Scott Booth          | 9      | Aberdeen            |
| Joe Miller           | 9      | Aberdeen            |
| Keith Wright         | 9      | Hibernian           |